# Peccatum
A Peccatum norvég avantgárd metal együttes volt.

## Története
Ihsahn, az Emperor énekese, Ihsahn felesége, Ihriel és Ihriel testvére, Lord PZ alapították a Peccatum zenekart 1998-ban. Öt albumot jelentettek meg. Zenéjükben többféle stílus elemei hallhatóak, kezdve a black metaltól a doom metalon át egészen a klasszikus zenéig. A Peccatum 2006-ban feloszlott. Lemezeiket a The End Records, Candlelight Records illetve a saját lemezkiadójuk, a Mnemosyne Productions adta ki. A szó latinul "bűnt" jelent.

## Tagok
Utolsó felállás
- Ihsahn - ének, gitár, basszusgitár, billentyűk, programozás (1998-2006)
- Ihriel - ének, billentyűk, programozás (1998-2006)

Korábbi tagok
- Lord PZ - ének (1998-2004)

## Diszkográfia
- Strangling from Within (album, 1999)
- Amor Fati (album, 2000)
- Oh, My Regrets (EP, 2000)
- Lost in Reverie (album, 2004)
- The Moribund People (EP, 2005)